# تاريخ أستراليا العسكري خلال المواجهة الإندونيسية الماليزية
دارت المواجهة الإندونيسية الماليزية منذ عام 1962 حتى عام 1966 بين الكومنويلث البريطاني وإندونيسيا. سعت إندونيسيا، تحت حكم الرئيس سوكارنو، إلى منع تأسيس اتحاد ماليزيا الجديد الذي ظهر في عام 1963، في حين سعى الكومنولث البريطاني إلى حماية أمن الدولة الجديدة. ظلت الحرب محدودة مع ذلك، ودارت بشكل أساسي على جزيرة بورنيو، وذلك على الرغم من حدوث العديد من الغارات البحرية والجوية ضد شبه جزيرة مالاي. تمركزت وحدات القوات البحرية والجوية والجيش الأسترالي في ماليزيا مع الاحتياطي الاستراتيجي للشرق الأقصى، وبشكل خاص مجموعة لواء جند مشاة الكومنولث الثامن عشر، وذلك كجزء من التزام أستراليا العسكري المستمر بأمن ماليزيا.
ترددت الحكومة الأسترالية في البداية في الدخول بالنزاع، ولم تخض القوات الأسترالية أي معركة حتى عام 1964. توسع تدخل أستراليا في عام 1965 بعد طلبات متكررة من الحكومة البريطانية وذلك من خلال نشر كتيبة جند مشاة أسترالية وقوات خاصة في بورنيو حيث شاركوا بعدة معارك ضد وحدات الجيش الإندونيسي. تضمنت وحدات الجيش الأخرى المنتشرة بطاريات(صواريخ) مدفعية ومهندسين مدفعية، خاض كل منهما جولات لدعم جند المشاة في بورنيو. قامت السفن الحربية التابعة للبحرية الأسترالية الملكية بدورات في مياه بورنيو وماليزيا لمنع الأطراف الإندونيسية المتسللة، وشاركوا في قصف مواقع إندونيسية في بورنيو وفي طرد المتسللين في مضيق سنغافورة. لعبت القوات الجوية الأسترالية الملكية دورًا ثانويًا نسبيًا، على الرغم من أنه كان بالإمكان استخدامها على نطاق أوسع لو أن الحرب تصاعدت.

## خلفية
تبنت الحكومة الإندونيسية في بدايات عام 1963 سياسة لزعزعة استقرار ماليزيا وتفكيكها جوهريًا، والتي كان من المقرر أن تستقل عن المملكة المتحدة في سبتمبر عام 1963. تنكرت أحزاب صغيرة من قوات الجيش الإندونيسي في زي متمردين ماليزيين تسللوا إلى الأراضي الماليزية في بورنيو لنشر الأكاذيب والقيام بأعمال تخريبية خلال عام 1963، وشنوا عدة غارات كبرى ضد قواعد الجيش وقوات الأمن الماليزية. شُنت مزيد من الغارات في عام 1964، مع توسيع الإندونيسيين للنزاع من خلال الاستخدام الواسع لوحدات الجيش النظامي والقيام بغارات في شبه جزيرة ماليزيا. زادت هذه الهجمات من خطر اندلاع حرب شاملة بين ماليزيا وإندونيسيا.
كانت الوحدات العسكرية الأسترالية متمركزة في ماليزيا في بدايات ستينيات القرن العشرين كجزءٍ من الحماية الاستراتيجية للشرق الأقصى وفي الحين الذي شاركت فيه وحدات أسترالية في الطوارئ الماليزية بين عامي 1948 و1960، كانت الحكومة الأسترالية مترددة في التدخل بالنزاع مع إندونيسيا. كان ذلك جزئيًا على الأقل بسبب الخوف من أن صراعًا كهذا سينتشر ليصل إلى الحدود الطويلة والتي من غير الممكن الدفاع عنها بين إندونيسيا والأراضي التابعة لأستراليا في بابوا ونيو غينيا. وفقًا لذلك، رُفضت عدة طلبات من الحكومة البريطانية خلال عامي 1963 و1964 لنشر قوات في بورنيو.

## العمليات البرية

### شبه جزيرة ماليزيا 1964
على الرغم من عدم موافقتها في البداية على نشر القوات في بورنيو، وافقت الحكومة البريطانية على السماح باستخدام قواتها لحماية شبه جزيرة ماليزيا من الهجوم، بينما أعلنت أنها سترسل سربًا من مهندسي البناء إلى بورنيو، مع اثنين من كاسحات الألغام، وأربع طيارات هيليكوبتر وأنظمة دعم أخرى بالإضافة إلى وحدات متمركزة في ماليزيا. في الوقت نفسه، في يونيو نُشرت البطارية الخفيفة المضادة للطائرات رقم 111 في بتروورث في ماليزيا الشمالية للدفاع عن المطار في حال شن الإندونيسيون غارة جوية غير متوقعة. استُخدمت الكتيبة الثالثة، الفوج الأسترالي الملكي، التي كانت متمركزة في معسكر تيرينداك في ملقا، في التخلص من عمليتي إنزال صغيرتين أحدهما بحرية والأخرى جوية بالقرب من لابيس وبونتيان في سبتمبر وأكتوبر 1964. بدا أن هذه الغارات تشير إلى أن تصعيدًا خطيرًا في الصراع كان وشيك الحدوث.

### بورنيو 1965-1966
وافقت الحكومة البريطانية على نشر كتيبة مشاة في بورنيو بعد طلب مباشر من الحكومة الماليزية في يناير عام 1965. وصلت الوحدات إلى بورنيو في بدايات عام 1965. الأسطول الأول، وصل فوج الخدمات الجوية الخاص (إس إيه إس آر) في فبراير وتبعه ثلاثة أفواج أسترالية ملكية في مارس. نُشرت أيضًا وحدات المهندسين في بورنيو حيث قاموا بعمليات البناء والهندسة الميدانية، في حين نُشر أيضًا سلاح المدفعية. طلبت الحكومة الماليزية لاحقًا كتيبة أسترالية ثانية، لكن ذلك رُفض لأن الجيش كان يفتقر الموارد المطلوبة لمثل هذا الانتشار.
خلال المراحل الأولى من الحرب، حاولت القوات البريطانية والماليزية السيطرة على الحدود الإندونيسية الماليزية، وحماية المراكز السكانية من الهجمات الإندونيسية. مع ذلك، بحلول الوقت الذي نشرت فيه الكتيبة الأسترالية، قرر البريطانيون اتخاذ إجراءات أكثر عدوانية، وعبور الحدود للحصول على المعلومات وإجبار إندونيسيا على البقاء في طرف الدفاع في جهتهم من الحدود، وذلك في إطار اسم رمزي للعملية هو كارليت. حدثت المعارك غالبًا في الجبال ومناطق مكسوة بالغابات ومناخ سيء. تميزت العمليات العسكرية بعدة مميزات في ذلك الوقت، بما في ذلك الاستخدام المكثف للقواعد السرية المتمركزة على طول الحدود، والعمليات عبر الحدود، واستخدام طائرات الهليكوبتر من أجل حركة القوات وإعادة الإمداد، إضافة إلى دور الإنسان ودور تبادل المعلومات عن طريق البشر والإشارات في المساعدة على تحديد تحركات العدو ونواياه.
نُشرت ثلاثة أفواج أسترالية ملكية في بورنيو في مارس عام 1965، وخدمت هناك حتى نهاية شهر يوليو، إذ نفذت عددًا من العمليات على جانبي الحدود. كانت خلال هذه الفترة واحدةً من 12 كتيبة في بورنيو الماليزية وعملت في سارواك كجزء من اللواء الغربي. حصنت الكتيبة المواقع الدفاعية وسيرت دوريات لكشف المتسللين. قامت ثلاثة أفواج أسترالية ملكية بإثنين وثلاثين عملية «كارليت» دخل فيها حزب أو حزبان من الفصائل القوية إلى الأراضي الإندونيسية لنصب كمين للقوات الإندونيسية. اشتبكت الكتيبة أربعة اشتباكات كبيرة مع قوات إندونيسية وعدة قوات أصغر منها- بما فيها كمينين كبيرين على نهر كومبا سونغي، وكمين آخر في كيندو وآخر في بابانغ بين شهري مايو ويوليو- وانتهت جميعها بنجاح. سببت هذه العمليات خسائر للقوات الإندونيسية وسمحت للأفواج الأسترالية الملكية بالسيطرة على المنطقة الحدودية، إضافة إلى إرسال التحذيرات المبكرة عن الغارات على ساراواك والمشاركة في النجاح الواسع لقوات الكومنويلث البريطانية في فرض سيطرتها بالتدريج على الحرب. أنهت الثلاثة أفواج الأسترالية الملكية جولتها في أغسطس عام 1965 وعادت إلى معسكر تيرينداك. عانت الكتيبة من مقتل ثلاثة رجال في المعارك في حادثتي انفجار لغم أرضي منفصلتين خلال وجودها في بورنيو.
خلال جولتها في ساراواك، دعمت المدفعية الميدانية رقم 102، سلاح المدفعية الأسترالية الملكية، الثلاثة أفواج الأسترالية الملكية التي دعمت أيضًا عددًا من الكتائب البريطانية في اللواء الغربي. نُشرت المدفعية في ساراواك من قاعدتها إلى تيندراك في ماليزيا في أواخر أبريل عام 1965، وأُلحقت بالفوج البريطاني الرابع.
دعم تشغيل مجموعة قاذفات المدافع بحجم 105 ملم من طراز إل5 النيران بشكل غير مباشر في عدد من عمليات الكلاريت عبر الحدود. في أكتوبر عام 1965، عادت المدفعية إلى أستراليا واستبدلت في تيرينديك بمدفعية ميدانية، المدفعية الأسترالية الملكية، وعلى الرغم من أن الأخيرة أُعلمت بالتجهز لعمليات في سراواك لكنها لم تُنشر أبدًا. وصلت الكتيبة الرابعة، الفوج الملكي الأسترالي الرابع، إلى ماليزيا في سبتمبر 1965 لتحل محل الفوج الملكي الأسترالي الثالث الذي عاد إلى أستراليا في شهر أكتوبر. بعد فترة من التدريب، نُشرت الكتيبة إلى ساراواك في أبريل عام 1966 حيث كان من المقرر أن تعمل من أربع قواعد سرية في منطقة باو. بحلول هذا الوقت كانت الحرب تنتهي مع بدء مفاوضات السلام بين ماليزيا وإندونيسيا. قام الفوج الثالث والرابع بعمليات عبر الحدود واصطدم بالقوات الإندونيسية في عدة مناسبات. مع ذلك، كانت جولة الكتيبة أقل ازدحامًا بالأحداث وقامت بعملياتها بشكل أساسي في الأراضي الماليزية حيث نصبت كمائن على الطرق الرئيسية على الحدود مع إندونيسيا. وافقت ماليزيا وإندونيسيا على معاهدة سلام بتاريخ 11 أغسطس وأوقف الفوج الرابع ووحدات الكومنويلث الأخرى العمليات في بورنيو في اليوم التالي. عادت الكتيبة إلى معسكر تيرينداك في 30 أغسطس بعد أن تكبدت خمسة قتلى في بورنيو، على الرغم من أن رجلًا واحدًا فقط قُتل أثناء القتال.
نشرت أستراليا أيضًا أسطولين من أفواج الخدمة الجوية الخاصة خلال النزاع، ليكون ذلك أول بدء تشغيل للفوج. قام الأسطول الأول بدوريات استطلاعية في ساراواك من فبراير إلى يوليو عام 1965، وقام بعمليات عبر الحدود بين مايو ويوليو. عانوا من أول خسارة لهم في 2 يونيو عندما نطح فيل العريف بول دينيهي. وصل الأسطول الثاني إلى بورنيو في يناير عام 1966 ليبقى منتشرًا فيها مدة أربعة أشهر، وعلى الرغم من تعليق عمليات كلاريت، فقد قامت أيضًا بدوريات استطلاعية وعمليات عبر الحدود مُجريةً 45 دورية على جانبي الحدود إلى أن سُحبت في شهر يوليو. غرق عضوين من أفراد الأسطول عندما كانا يحاولان عبور نهر خلال دورية في تاريخ 20-21 مارس. تسببت دوريات أفواج خدمة الطيران الخاصة بوقوع خسائر كبيرة للإندونيسيين طوال الحرب، على الرغم من تكليفهم غالبًا بالاستطلاع السري.